# Øvre Makedonien
Øvre Makedonien (græsk : Ἄνω Μακεδονία, Ánō Makedonía) er en geografisk betegnelse til at beskrive den øvre/vestlige del, af området, som sammen med Nedre Makedonien, udgjorde det antikke rige Makedonien. Øvre Makedonien blev en del af riget Makedonien i det tidlige 4. århundrede f.Kr. Fra da af var dens indbyggere politisk ligestillede med folk fra nedre makedonien. Øvre Makedonien var delt i regionerne Elimeia, Eordaea, Orestis, Lynkestis, Pelagonia, Deuriopus, Atintania, Tymphaea og Dassaretis. Den midterste og sydlige del af Øvre Makedonien svarer nogenlunde til den moderne græske region Vestmakedonien, mens den nordlige del af Øvre Makedonien svarer til det sydvestlige hjørne af Republikken Nordmakedonien.
Hecataeus og Strabo identificerede disse bjergrige Makedonske kongedømmer som stammende fra Epeiros. Tre af de vigtigste hellenistiske dynastier stammede fra Øvre Makedonien: Ptolemaios-dynastiet fra Eordæa, seleukiderne fra Orestis og antigoniderne fra Elimiotis.